# Museo Santuarios Andinos
El Museo Santuarios Andinos o MUSA es un museo arqueológico situado en la ciudad de Arequipa, Perú. Fue creado el 5 de diciembre de 1996.

## Descripción
El MUSA de la Universidad Católica de Santa María expone en sus cinco salas el material encontrado en los rituales de la "CAPAC COCHA". Dentro de la colección en exposición se encuentran más de 70 objetos cerámicos, orgánicos, textiles, metales y bioarqueológicos. Los artefactos tienen una antigüedad aproximada de 550 años que corresponden a la cultura Inca y resaltan en la colección principal la momia Juanita (descubierta en 1995) y las momias Urpicha y Sarita, entre otras.